# Gagnefs kommun
Gagnef kommune ligger i det svenske län Dalarnas län i Dalarna. Kommunens administrationscenter ligger i byen Djurås.
I kommunen løber Västerdalälven og Österdalälven sammen til Dalälven.

## Byer og landsbyer
Gagnef havde i 2005 otte byer og landsbyer.
Indbyggere pr. 31. december 2005.
| #  | By        | Indbyggere |
| -- | --------- | ---------- |
| 1. | Mockfjärd | 1 935      |
| 2. | Djurås    | 1 253      |
| 3. | Gagnef    | 1 115      |
| 4. | Floda     | 695        |
| 5. | Djurmo    | 689        |
| 6. | Bäsna     | 687        |
| 7. | Björbo    | 682        |
| 8. | Sifferbo  | 399        |